# Институт законодательства и сравнительного правоведения
Институ́т законода́тельства и сравни́тельного правове́дения — российское научно-исследовательское учреждение, предметом деятельности которого является научно-правовое обеспечение деятельности Правительства Российской Федерации. Полное наименование — Федеральное государственное научно-исследовательское учреждение «Институт законодательства и сравнительного правоведения при Правительстве Российской Федерации». Институт расположен в Москве.

## История
История Института началась весной 1923 года, когда в Доме ученых на первом организационном собрании была сформирована комиссия ученых для работы над «обследованием» преступников. 14 июня 1923 года было принято постановление Президиума Моссовета о создании первого в России Кабинета по изучению личности преступника и преступности. Успешная деятельность этого Кабинета привела к созданию на его базе Государственного института по изучению преступности и преступника.
25 марта 1925 года Совет народных комиссаров РСФСР одобрил предложение НКВД РСФСР, Наркомюста РСФСР, Наркомздрава РСФСР и Наркомпроса РСФСР о создании в Москве научного института по проблемам права. Институт, получивший название Государственного института по изучению преступности и преступника, начал работу 1 октября 1925 года при НКВД РСФСР и вскоре стал главным криминологическим центром страны.
В составе Института действовали четыре секции (социально-экономическая, пенитенциарная, биопсихологическая, криминалистическая), статистическое бюро, а также кабинеты-филиалы по изучению преступности, функционировавшие в Москве, Ленинграде, Саратове и Ростове-на-Дону. Кроме того, в 1926 году на базе одной из московских тюрем было образовано экспериментальное пенитенциарное отделение Института, в котором ставились опыты «рационального исправительно-трудового воздействия на различные категории заключенных». Институт проводил исследования в области криминологии, уголовной статистики, уголовного законодательства, уголовно-исполнительного права, криминалистики и др.
В 1933 году в связи с гонениями против криминологии по обвинению в идеологических извращениях и протаскивании буржуазных теорий Институт был преобразован в Институт уголовной и исправительно-трудовой политики. Задача изучения проблем преступности, являвшаяся основной в деятельности Института, была сведена к минимуму; сфера его деятельности впоследствии стала охватывать уголовное право и процесс в целом, а также другие отрасли права. В 1934 году Институт был передан в ведение Верховного Суда СССР, Прокуратуры СССР и Наркомюста РСФСР.
В 1936 году преобразован во Всесоюзный институт юридических наук (ВИЮН), подчиненный Наркомюсту СССР (позднее — Минюсту СССР). В Институте работали видные советские правоведы: С. Н. Братусь, И. Б. Новицкий, Л. А. Лунц, Е. А. Флейшиц, Б. С. Антимонов, И. Л. Брауде, К. А. Граве, Г. Н. Полянская, А. И. Пергамент, Д. М. Генкин и др. Помимо подготовки научных работ (в частности, фундаментального 15-томного «Курса советского гражданского права», 1950—1963) ученые ВИЮН переводили на русский язык труды выдающихся классических юристов («О преступлениях и наказаниях», «О праве войны и мира») и крупные зарубежные законодательные акты (Кодекс Наполеона, Уголовный кодекс Италии, Уголовный кодекс Швейцарии и др.). Ряд работ, опубликованных сотрудниками Института («История царской тюрьмы» М. Н. Гернета, «Курс международного частного права» Л. А. Лунца), был удостоен Государственной премии СССР.
В 1944—1962 г.г. при ВИЮН функционировала Центральная криминалистическая лаборатория (ЦКЛ), преобразованная в 1962 г. в ЦНИИСЭ Министерства юстиции РСФСР.
В 1963 году переименован во Всесоюзный научно-исследовательский институт советского законодательства (ВНИИСЗ). Институту было поручено осуществление исследований теоретических и практических проблем, связанных с совершенствованием советского законодательства.
В 1973 году в Институте был создан сектор информационно-поисковых языков, впоследствии преобразованный в отдел правовой информации, ставший основой Научного центра правовой информации.
В 1976 году на Институт была возложена координация деятельности научных учреждений, связанной с подготовкой Свода законов СССР.
В 1988 году переименован во Всесоюзный научно-исследовательский институт советского государственного строительства и законодательства и передан в ведение Верховного Совета СССР.
В 1991 году Институт был передан в ведение Верховного Совета РСФСР и стал носить современное название. С 1993 года подчинен Правительству Российской Федерации, с возложением на него обязанностей по проведению исследований в области правового обеспечения деятельности Правительства и научной проработке законопроектов, вносимых Правительством в порядке законодательной инициативы.

## Деятельность

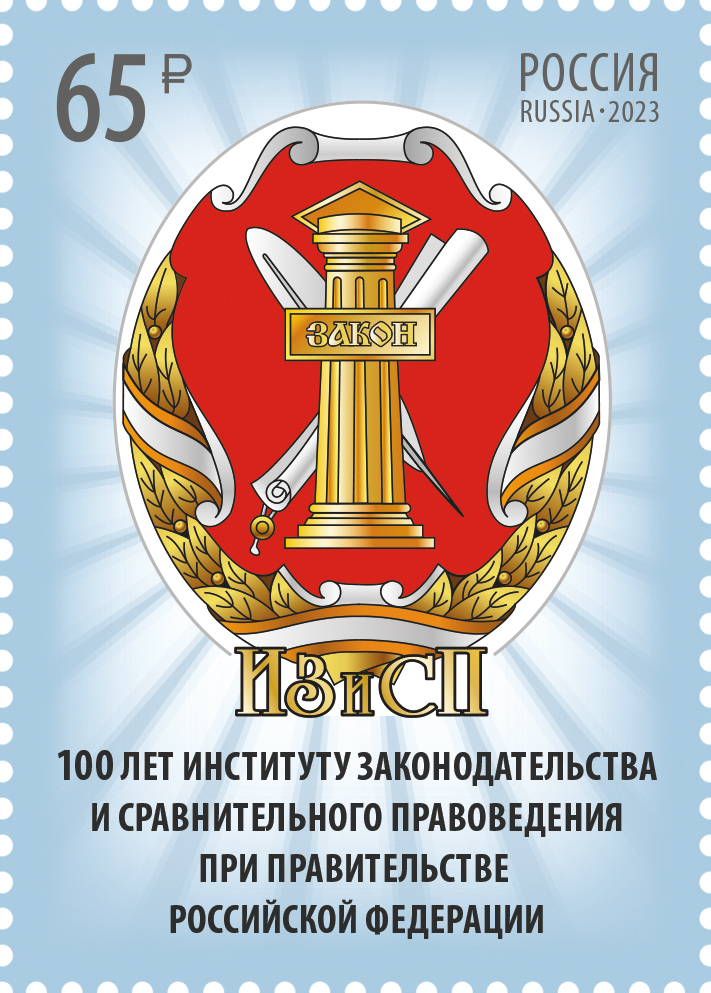
Почтовая марка 2023 год.

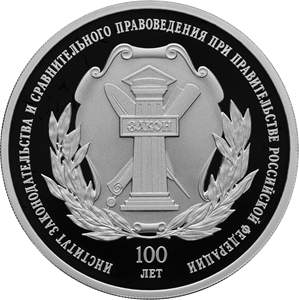
Монета Банка России — Серия: Исторические события: 100-летие основания федерального государственного научно-исследовательского учреждения «Институт законодательства и сравнительного правоведения при Правительстве Российской Федерации»

В соответствии с уставом целями деятельности Института являются:
- исследование правовых проблем развития институтов государственной власти и местного самоуправления;
- изучение правовых способов повышения эффективности государственного управления;
- определение направлений развития законодательного регулирования отношений в экономической и социальной сферах;
- анализ и подготовка предложений по оптимизации законодательного регулирования сфер государственной и общественной жизни, механизма реализации законов и правового мониторинга.

Институт участвует в подготовке планов законопроектной деятельности Правительства России, разработке и экспертизе законопроектов, готовит заключения по запросам органов государственной власти, публикует научные работы и занимается другой научной деятельностью. Кроме того, Институт выполняет функции междисциплинарного центра по координации научного и учебно-методического обеспечения противодействия коррупции, а также занимается научным обеспечением деятельности России в Венецианской комиссии. Входит в число учредителей Центра стратегических разработок.
Печатным органом Института является «Журнал российского права», сменивший «Ученые записки ВНИИСЗ» и «Труды ВНИИСЗ»; кроме того, Институт издает специализированный «Журнал зарубежного законодательства и сравнительного правоведения». Оба журнала включены в перечень ВАК.

## Руководство
В разное время Институт возглавляли Е. Г. Ширвиндт (1925—1931), П. В. Кузьмин (1931—1933), А. Я. Эстрин (1933), Г. М. Леплевский (1933), А. С. Шляпочников (1933—1936), Г. И. Волков (1936—1937), Н. В. Крыленко (1937—1938), Б. С. Ошерович (1938), М. А. Якобашвили (1938), И. Т. Голяков (1938—1947, 1949—1956), член-корр. РАН В. М. Чхиквадзе (1947—1948), д.ю.н. К. П. Горшенин (1956—1963), д.ю.н. С. Н. Братусь (1963—1969), д.ю.н. И. С. Самощенко (1969—1978), д.ю.н. К. Ф. Гуценко (1978—1987), член-корр. РАН В. Ф. Яковлев (1987—1989), д.ю.н. В. И. Васильев (1989—1991), к.ю.н. Л. А. Окуньков (1992—2001).
В настоящее время директором Института является академик РАН Т. Я. Хабриева. Действует попечительский совет Института, возглавляемый директором Службы внешней разведки д.э.н. С. Е. Нарышкиным.

## Подразделения
Основными подразделениями Института являются научные центры и научные отделы. В составе Института действуют два научных центра (публично-правовых исследований и правового обеспечения социально-экономических реформ) и следующие научные отделы:
- административного законодательства и процесса;
- финансового, налогового и бюджетного законодательства;
- конституционного права;
- социального законодательства;
- уголовного и уголовно-процессуального законодательства и судоустройства;
- аграрного, экологического и природоресурсного законодательства;
- гражданского законодательства и процесса;
- законодательства о труде и социальном обеспечении;
- международного частного права;
- восточноазиатских правовых исследований;
- гражданского законодательства зарубежных государств;
- конституционного и административного законодательства иностранных государств;
- международного публичного права;
- уголовного законодательства и судоустройства зарубежных государств;
- инновационной и инвестиционной политики;
- финансово-кредитной политики;
- экономико-правовых механизмов развития федеративных отношений и местного самоуправления;
- теории законодательства;
- мониторинга законодательства.

## Награды и премии
- Почётный знак Российской Федерации «За успехи в труде» (2023) — за большой вклад в развитие юридической науки и совершенствование российского законодательства[23]
- Орден «Знак Почёта» (1975) — за заслуги в развитии юридической науки и подготовке научных кадров[24];
- почетная грамота Правительства Москвы (2005) — за работу по систематизации правовых актов, подготовку и выпуск 16-томного издания собрания законов города Москвы[25]
- Благодарность Президента Российской Федерации (2005) — за большой вклад в развитие приоритетных направлений юридической науки[26];
- почётная грамота Совета МПА СНГ (2015, Межпарламентская ассамблея СНГ) — за активное участие в деятельности Межпарламентской Ассамблеи и её органов, вклад в укрепление дружбы между народами государств — участников Содружества Независимых Государств[27];
- Высшая юридическая премия «Фемида» (2010) — за многолетние правовые фундаментальные исследования и научное обеспечение деятельности Правительства Российской Федерации[28].